# Peter Reiter
Peter Reiter (ur. 30 czerwca 1960 w Linzu) – austriacki judoka. Olimpijczyk z Seulu 1988, gdzie zajął jedenaste miejsce w kategorii 78 kg. Zdobył brązowy medal na mistrzostwach Europy w 1987 i 1988, a także srebrny w drużynie w 1986. Triumfator wojskowych mistrzostw świata w 1986 i 1989. Jedenastokrotny medalista kraju; pierwszy w latach 1982, 1985, 1986, 1987, 1991 i 1992.
- Turniej w Seulu 1988

Przegrał z Larsem Adolfssonem ze Szwecji i Frankiem Wieneke z RFN.